# Championnat de Turquie de football 1982-1983
Navigation
Saison précédente Saison suivante
La saison 1982-1983 du Championnat de Turquie de football est la 25e édition de la première division turque, la 1. Turkiye Lig. Les 18 équipes sont regroupées au sein d'une poule unique, où chaque équipe affronte tous les adversaires de sa poule deux fois, à domicile et à l'extérieur. Les quatre derniers du classement sont relégués en 2. Lig et remplacés par les quatre premiers de deuxième division.
Fenerbahce SK termine en tête du championnat cette année. C'est le 10e titre de champion de son histoire. Fenerbahce réussit même le doublé en battant le promu Mersin Idmanyurdu SK en finale de la Coupe de Turquie, ce dernier participera la saison prochaine à la fois à la Coupe des Coupes et au championnat de deuxième division.

## Clubs participants
- Galatasaray
- Kocaelispor
- Gaziantep SK
- Sakaryaspor
- Adana Demirspor
- Samsunspor - Promu de D2
- Altay SK
- Bursaspor
- Sariyer GK Istanbul - Promu de D2
- Fenerbahce SK
- Besiktas JK
- Ankaragücü
- Boluspor
- Trabzonspor
- Zonguldakspor
- Mersin Idmanyurdu SK - Promu de D2
- Adanaspor AS
- Antalyaspor - Promu de D2

## Compétition

### Classement
Le barème de points servant à établir le classement se décompose ainsi :
- Victoire : 2 points
- Match nul : 1 point
- Défaite : 0 point

| Rang | Équipe                   | Pts | J  | G  | N  | P  | Bp | Bc | Diff |
| ---- | ------------------------ | --- | -- | -- | -- | -- | -- | -- | ---- |
| 1.   | Fenerbahçe SK (C)        | 49  | 34 | 18 | 13 | 3  | 43 | 20 | +23  |
| 2.   | Trabzonspor              | 47  | 34 | 17 | 13 | 4  | 40 | 19 | +21  |
| 3.   | Galatasaray SK           | 44  | 34 | 17 | 10 | 7  | 50 | 33 | +17  |
| 4.   | Boluspor                 | 41  | 34 | 16 | 9  | 9  | 39 | 23 | +16  |
| 5.   | Beşiktaş JK (T)          | 39  | 34 | 16 | 7  | 11 | 49 | 30 | +19  |
| 6.   | MKE Ankaragücü           | 34  | 34 | 8  | 18 | 8  | 38 | 37 | +1   |
| 7.   | Adana Demirspor          | 33  | 34 | 13 | 7  | 14 | 39 | 36 | +3   |
| 8.   | Bursaspor                | 33  | 34 | 11 | 11 | 12 | 36 | 34 | +2   |
| 9.   | Kocaelispor              | 33  | 34 | 10 | 13 | 11 | 34 | 37 | -3   |
| 10.  | Adanaspor AS             | 32  | 34 | 11 | 10 | 13 | 32 | 35 | -3   |
| 11.  | Sakaryaspor              | 32  | 34 | 13 | 6  | 15 | 37 | 43 | -6   |
| 12.  | Sariyer GK Istanbul (P)  | 31  | 34 | 8  | 15 | 11 | 35 | 43 | -8   |
| 13.  | Zonguldakspor            | 30  | 34 | 9  | 12 | 13 | 31 | 35 | -4   |
| 14.  | Antalyaspor (P)          | 29  | 34 | 9  | 11 | 14 | 27 | 40 | -13  |
| 15.  | Mersin Idmanyurdu SK (P) | 29  | 34 | 10 | 9  | 15 | 19 | 32 | -13  |
| 16.  | Samsunspor (P)           | 28  | 34 | 10 | 8  | 16 | 37 | 49 | -12  |
| 17.  | Gaziantepspor            | 27  | 34 | 9  | 9  | 16 | 23 | 35 | -12  |
| 18.  | Altay Izmir              | 21  | 34 | 7  | 7  | 20 | 27 | 55 | -28  |

|  | Qualifié pour la Coupe des clubs champions 1983-1984 |
|  | Qualifié pour la Coupe des Coupes 1983-1984          |
|  | Qualifié pour la Coupe UEFA 1983-1984                |
|  | Relégation en 2. Lig                                 |

## Bilan de la saison
| Tableau d'Honneur                  |               |
| Compétition                        | Vainqueur     |
| Championnat de Turquie de football | Fenerbahce SK |
| Coupe de Turquie                   | Fenerbahce SK |

| Qualifications européennes                    |                      |
| Coupe des clubs champions européens 1983-1984 | Qualifié             |
| Premier tour                                  | Fenerbahce SK        |
| Coupe des Coupes 1983-1984                    | Qualifié             |
| Premier tour                                  | Mersin Idmanyurdu SK |
| Coupe UEFA 1983-1984                          | Qualifié             |
| Premier tour                                  | Trabzonspor          |

| Promotion et relégation |                                                          |
| Relégués en 2e division | Gaziantep SK Altay Izmir Samsunspor Mersin Idmanyurdu SK |
| Promus en Super Lig     | Denizlispor Genclerbirligi Orduspor Fatih Karagümrük SK  |